# Sandra Moneo Díez
María Sandra Moneo Díez, coneguda com a Sandra Moneo (Miranda de Ebro, província de Burgos, 14 de juliol de 1969), és una política espanyola. És llicenciada en Dret i està casada. Ha estat diputada per Burgos a les  legislatures VI, VII, VIII, IX, X, XI i XII pel Partit Popular.